# 田内千鶴子
田内 千鶴子（たうち ちづこ、1912年（大正元年）10月31日 - 1968年（昭和43年）10月31日）は、韓国で孤児救済のために生涯をかけたクリスチャン。慈善活動家。「木浦の母」「韓国孤児の母」と呼ばれる。

## 生涯
高知県高知市若松で生まれる。1938年、日本統治時代の朝鮮の全羅南道木浦市で尹致浩と結婚する（以降は尹鶴子（ユン・ハクチャ、朝鮮語: 윤학자）と名乗った）。夫と共に、孤児救済のために共生園で働く。朝鮮戦争で夫が行方不明になった後も孤児救済のために尽くし、3000人の孤児を守り育てた。1965年に韓国文化勲章国民章を受章する。1967年に藍綬褒章受章。1968年に木浦市で死去した。木浦市では市民葬を行い、3万人が出席した。現在共生園は長男の田内基が園長をしている。
田内の生涯は『愛の黙示録』という題名で、日韓合作で映画化された。2012年には、生誕100周年の記念行事が田内の故郷・高知市で開催された。
2015年3月には日韓国交正常化50周年を記念してサントリーホール大ホールにて白建宇のピアノリサイタルが行われた。リサイタルには田内の息子も参加した。